# Amtsgericht Heidenheim an der Brenz
Das Amtsgericht Heidenheim an der Brenz mit Sitz in Heidenheim an der Brenz ist eines von 108 Amtsgerichten in Baden-Württemberg. Es ist ein Gericht der ordentlichen Gerichtsbarkeit.

## Amtsgerichtsbezirk
Zum Amtsbezirk des Amtsgerichts Heidenheim gehören die Städte und Gemeinden Dischingen, Gerstetten, Giengen an der Brenz, Heidenheim an der Brenz, Herbrechtingen, Hermaringen, Königsbronn, Nattheim, Niederstotzingen, Sontheim an der Brenz und Steinheim am Albuch.

## Gerichtsgebäude
Das Amtsgericht befindet sich in der Olgastraße 22.

## Zuständigkeit und Aufgaben
Das Amtsgericht ist erstinstanzliches Zivil-, Familien- und Strafgericht. Beim Amtsgericht wird außerdem das Vereins- und Güterrechtsregister geführt. Als Vollstreckungsgericht ist es zuständig für alle Vollstreckungssachen, bei denen der Schuldner seinen Wohnsitz im Gerichtsbezirk hat.
In den Zuständigkeitsbereich des Amtsgerichts fallen folgende weitere Tätigkeiten: Zivilsachen, Familiensachen, Strafsachen, Adoptionen, Bußgeldverfahren, Betreuungen, Gerichtsvollzieher, Gerichtszahlstelle, Hinterlegungen, Insolvenzen, Landwirtschaftssachen, Mahnverfahren, Rechtsantragstelle, Registersachen, Schuldnerverzeichnis, Unterbringung, Verschollenheitssachen, Vormundschaftssachen, Wohnungseigentum, Zwangsversteigerung und Zwangsvollstreckung.
Die Zuständigkeit für Insolvenzen (Amtsgericht Aalen), Landwirtschaftssachen und Standesamtsachen (Amtsgericht Ellwangen) und Handelsregistersachen (Amtsgericht Ulm) fallen unter die Zuständigkeit anderer Amtsgerichte.

## Übergeordnete Gerichte
Im Instanzenzug übergeordnet sind dem Amtsgericht Heidenheim das Landgericht Ellwangen, das Oberlandesgericht Stuttgart und der Bundesgerichtshof.